# Arsène Jiroyan
Arsène Jiroyan est un acteur français d'origine arménienne né le 12 octobre 1962 à Istanbul.
Arsène Jiroyan se fait connaître par ses rôles dans les séries télévisées jeune public Fantômette et Extrême Limite. Au cinéma et à la télévision, plusieurs réalisateurs de renom lui proposent des seconds rôles, dont Luc Besson, Yves Boisset et Patrice Leconte. Mais ce sont les séries qui vont le rendre reconnaissable aux yeux du public : Sous le soleil où il interprète Marco, Plus belle la vie où il est Jérôme Narcier, puis Braquo, la série culte de Canal +, où il campe Atom Parajanov, parrain de la mafia arménienne. Parallèlement, il a joué dans un one-man-show intitulé Arsène fait sa tête de série.

## Formation
- 1990-1991 : Cours Viriot

## Théâtre
- 1991 : Ornifle ou le Courant d'air de Jean Anouilh, mise en scène Patrice Leconte, Théâtre des Bouffes parisiens
- 2005 : Arsène Jiroyan fait son Jean-Claude Tergal, Comédie République à Paris
- 2016 : Arsène fait sa tête de série
- 2018 : Sexe, Magouilles et Culture générale de Laurent Baffie,  Le Palace (Paris)

## Filmographie

### Cinéma
- 1994 : Léon de Luc Besson - Un homme du SWAT
- 1994 : La Machine de François Dupeyron - Le réceptionniste
- 1994 : Le Parfum d'Yvonne de Patrice Leconte - Cintra Proprietor
- 1994 : André Baston contre le professeur Diziak (court-métrage) de Stéphane Duprat - Lucien
- 1995 : Les Truffes de Bernard Nauer - Marius
- 1995 : La Soucoupe (court-métrage) de  Sébastien Sort
- 1996 : Les Grands Ducs de Patrice Leconte - L'acteur de l'agence Atlas
- 1996 : Une histoire d'amour à la con de Henri-Paul Korchia
- 1996 : Coup de vice de Patrick Levy - Max
- 1996 : Homo automobilis (court-métrage) de Vincent Mayrand
- 1997 : Le Monstre (court-métrage) de Christophe Jacrot
- 1998 : Gratin (court-métrage) de Yann Piquer
- 1999 : Prison à domicile de Christophe Jacrot - Le médecin lobotomie
- 1999 : L'Amour déchiré (court-métrage) de Yann Piquer
- 2002 : Le Nouveau Jean-Claude de Tronchet - Le client à la poupée gonflable
- 2005 : Cavalcade de Steve Suissa - Chauffeur taxi
- 2005 : J'ai un trou (court-métrage) de Edgar Marie - L'oncle
- 2008 : Les Princes de la nuit de Patrick Lévy - Félix Duras
- 2011 : La Proie d'Éric Valette - L'agent immobilier
- 2022 : Van Gogh In Love de Jean-Luc Ayach - Yann

### Télévision
- 1993 : Fantômette (séries télé) - Navarin
- 1993 : L'Affaire Seznec  d'Yves Boisset - Roppars
- 1994 : Extrême Limite (série télé) - Julien
- 1994 - 1996 : Le juge est une femme (4 épisodes) - Le greffier
- 1995 : L'Affaire Dreyfus d'Yves Boisset - Granet
- 1996 : Le Crabe sur la banquette arrière  de Jean-Pierre Vergne - Le préposé cimetière
- 1996 : Saint-Exupéry : La dernière mission  de Robert Enrico - Israël
- 1997 : Nos plus belles vacances (série télé) - Bruno, le moniteur
- 1997 : Un homme en colère (épisode 1 de Dominique Tabuteau) - Flic
- 1997 : La Fine équipe d'Yves Boisset - Le fourgue
- 1997 : Un petit grain de folie de Sébastien Grall
- 1998 : La Famille Sapajou - le retour de Élisabeth Rappeneau - Saint-Prix
- 1998 - 2001 : Sous le soleil (série télé, 40 épisodes) - Marco
- 2000 : Julie Lescaut, épisode 4 saison 9, L'inconnue de la nationale de Daniel Janneau - Agent immobilier
- 2000 : Avocats et Associés (épisode Remise en cause de Denis Amar) - Jean-Pierre Collet
- 2000 : Un et un font six (épisode Chassé-croisé de Jean-Pierre Vergne) - Le réceptionniste
- 2000 : Une femme d'honneur (épisode Samedi soir de Dominique Tabuteau) - Henri Montpontet
- 2000 - 2001 : Crimes en série (épisodes Variations mortelles et Le Disciple de Patrick Dewolf) - Langevin
- 2000 - 2005 : La Crim' (série télé, 9 épisodes) - Mathon
- 2003 : Femmes de loi (épisode Les beaux quartiers de Benoît d'Aubert) - Frédo
- 2003 : Action Justice (épisode Déclaré coupable d'Alain Nahum)
- 2004 : Groupe flag (épisode Réaction en chaîne de Etienne Dhaene) - Flic des Stup
- 2005 : Les Inséparables (épisode Tout nouveau, tout beau de Élisabeth Rappeneau) - Duchaton
- 2006 : Commissaire Valence (épisode Cœur de pierre de Denis Amar)
- 2006 : Joséphine, ange gardien (saison 10, épisode 35 : Coupée du monde) de Stéfan Kopecky : L'adjudant de gendarmerie
- 2007 : Les Oubliées de Hervé Hadmar - Roland Guerrand
- 2007, 2010 et 2011 : Plus belle la vie : Jérôme Narcier (série télé)
- 2010 : Merci papa, merci maman de Vincent Giovanni  - Jacques
- 2010 : Les Ripoux anonymes de Julien Zidi et Claude Zidi
- 2011 : Vieilles Canailles d'Arnaud Sélignac - Monsieur Chambon
- 2011 : Moi et ses ex de Vincent Giovanni - le gendarme
- 2011 - 2013 : Braquo (série télé, saisons 2 et 3) de Philippe Haïm et Éric Valette - Atom
- 2012 : La Guerre du Royal Palace de Claude-Michel Rome - Léo Stern
- 2015 : Stavisky, l'escroc du siècle de Claude-Michel Rome - Directeur de la banque
- 2015 : Caïn (épisode Le fils de Caïn de Bertrand Arthuys) - Marcel Blanchard
- 2016 :  Section de recherches (S10E04 Diva) - Le metteur en scène
- 2018 - 2020 : Crimes parfaits : Léopold (4 épisodes)
- 2019 : Joséphine, ange gardien (saison 19, épisode 90 : 1998-2018 Retour vers le futur) de Stéfan Kopecky : Mr Gazovski
- 2019 : Joséphine, ange gardien (saison 19, épisode 92 : L'incroyable destin de Rose Clifton) de Stéfan Kopecky : le curé
- 2020 : Camping Paradis, épisode Telles mères, telles filles : Philippe
- Depuis 2020 : Ici tout commence sur TF1 : Diego Gaissac (depuis l’épisode 22)
- 2024 : Carpe Diem (saison 1, épisode 3) de Pierre Isoard : le recéleur
- 2025 : Cimetière indien, mini-série de Stéphane Demoustier et Farid Bentoumi : Gendarme

## Distinctions
- Prix du Jury 1990 (B. Simon)
- Médaille de la chance 1991 (P. Leconte - Y. Boisset)